# Reabotis immaculalis
Reabotis immaculalis là một loài bướm đêm trong họ Noctuidae.